# Danabaai
Danabaai (Engels: Dana Bay) is een dorp in de Zuid-Afrikaanse provincie West-Kaap. Danabaai is een subplaats (Sub Place) in de gemeente Mosselbaai dat onderdeel van het district Eden is.